# Colman (Dakota del Sur)
Colman es una ciudad ubicada en el condado de Moody en el estado estadounidense de Dakota del Sur. En el Censo de 2010 tenía una población de 594 habitantes y una densidad poblacional de 121,67 personas por km².

## Geografía
Colman se encuentra ubicada en las coordenadas 43°59′1″N 96°48′53″O / 43.98361, -96.81472. Según la Oficina del Censo de los Estados Unidos, Colman tiene una superficie total de 4.88 km², de la cual 4.88 km² corresponden a tierra firme y (0.05%) 0 km² es agua.

## Demografía
Según el censo de 2010, había 594 personas residiendo en Colman. La densidad de población era de 121,67 hab./km². De los 594 habitantes, Colman estaba compuesto por el 94.44% blancos, el 0.34% eran afroamericanos, el 1.68% eran amerindios, el 0.84% eran asiáticos, el 0% eran isleños del Pacífico, el 0.84% eran de otras razas y el 1.85% pertenecían a dos o más razas. Del total de la población el 1.68% eran hispanos o latinos de cualquier raza.